# Boiry-Becquerelle
Boiry-Becquerelle és un municipi francès situat al departament del Pas de Calais i a la regió dels Alts de França. L'any 2007 tenia 409 habitants.

## Demografia

### Població
El 2007 la població de fet de Boiry-Becquerelle era de 409 persones. Hi havia 152 famílies de les quals 28 eren unipersonals (12 homes vivint sols i 16 dones vivint soles), 52 parelles sense fills, 68 parelles amb fills i 4 famílies monoparentals amb fills.
La població ha evolucionat segons el següent gràfic:
Habitants censats

### Habitatges
El 2007 hi havia 159 habitatges, 154 eren l'habitatge principal de la família i 5 eren segones residències. 151 eren cases i 8 eren apartaments. Dels 154 habitatges principals, 133 estaven ocupats pels seus propietaris i 21 estaven llogats i ocupats pels llogaters; 1 tenia una cambra, 2 en tenien dues, 11 en tenien tres, 29 en tenien quatre i 111 en tenien cinc o més. 126 habitatges disposaven pel capbaix d'una plaça de pàrquing. A 52 habitatges hi havia un automòbil i a 94 n'hi havia dos o més.

### Piràmide de població
La piràmide de població per edats i sexe el 2009 era:
| Homes | Edats   | Dones |
| ----- | ------- | ----- |
| 0     | 95 o +  | 0     |
| 4     | 90 a 94 | 0     |
| 0     | 85 a 89 | 4     |
| 0     | 80 a 84 | 0     |
| 0     | 75 a 79 | 0     |
| 4     | 70 a 74 | 0     |
| 8     | 65 a 69 | 12    |
| 0     | 60 a 64 | 0     |
| 20    | 55 a 59 | 12    |
| 16    | 50 a 54 | 16    |
| 8     | 45 a 49 | 12    |
| 20    | 40 a 44 | 16    |
| 36    | 35 a 39 | 28    |
| 8     | 30 a 34 | 12    |
| 8     | 25 a 29 | 16    |
| 0     | 20 a 24 | 12    |
| 20    | 15 a 19 | 5     |
| 12    | 10 a 14 | 28    |
| 48    | 5 a 9   | 8     |
| 24    | 0 a 4   | 24    |

## Economia
El 2007 la població en edat de treballar era de 287 persones, 206 eren actives i 81 eren inactives. De les 206 persones actives 194 estaven ocupades (100 homes i 94 dones) i 12 estaven aturades (5 homes i 7 dones). De les 81 persones inactives 24 estaven jubilades, 40 estaven estudiant i 17 estaven classificades com a «altres inactius».

### Ingressos
El 2009 a Boiry-Becquerelle hi havia 152 unitats fiscals que integraven 418 persones, la mediana anual d'ingressos fiscals per persona era de 19.200 €.

### Activitats econòmiques
Dels 11 establiments que hi havia el 2007, 2 eren d'empreses de fabricació d'altres productes industrials, 1 d'una empresa de construcció, 2 d'empreses de comerç i reparació d'automòbils, 1 d'una empresa de transport, 1 d'una empresa d'hostatgeria i restauració, 1 d'una empresa de serveis, 1 d'una entitat de l'administració pública i 2 d'empreses classificades com a «altres activitats de serveis».
Dels 2 establiments de servei als particulars que hi havia el 2009, 1 era un electricista i 1 restaurant.

## Equipaments sanitaris i escolars
El 2009 hi havia una escola elemental integrada dins d'un grup escolar amb les comunes properes formant una escola dispersa.

## Poblacions més properes
El següent diagrama mostra les poblacions més properes.